# Annunziata Rees-Mogg
Annunziata Rees-Mogg (ur. 25 marca 1979 w Bath) – brytyjska dziennikarka i polityk, posłanka do Parlamentu Europejskiego IX kadencji.

## Życiorys
Pochodzi z rodziny związanej z Partią Konserwatywną. Sama twierdziła, że do ugrupowania wstąpiła w 1984 w wieku pięciu lat (nie mogąc z racji wieku dołączyć do jej młodzieżówki). Jej ojciec, William Rees-Mogg, był redaktorem naczelnym dziennika „The Times”. W działalność polityczną zaangażował się też jej brat Jacob.
Ukończyła szkołę dla dziewcząt Godolphin and Latymer School, zdając egzaminy z historii, chemii i ekonomii. Nie podjęła później studiów na uniwersytecie. Podejmowała się różnych zawodów, była barmanką, później odbyła staż w firmie inwestycyjnej w Hongkongu. Po powrocie do Wielkiej Brytanii krótko była zatrudniona w redakcji dziennika „The Times”, a później przez kilkanaście miesięcy w przedsiębiorstwie inwestycyjnym. Potem ponownie pracowała jako dziennikarka. Została redaktor naczelną czasopisma „European Journal”, należącego do fundacji założonej przez eurosceptycznego polityka Billa Casha. Była dziennikarką w redakcjach tygodnika „MoneyWeek” i dziennika „The Daily Telegraph”.
Z ramienia torysów kandydowała bez powodzenia do Izby Gmin w 2005 i 2010. Lider konserwatystów David Cameron w 2006 umieścił ją na specjalnie stworzonej liście perspektywicznych kandydatów. W 2011 utraciła jednak wpływy i została usunięta z listy kandydatów. W 2019 dołączyła do nowego ugrupowania pod nazwą Brexit Party, stając się bliską współpracowniczką jej faktycznego lidera Nigela Farage’a. W tym samym roku z ramienia tej partii uzyskała mandat posłanki do Parlamentu Europejskiego IX kadencji. W grudniu 2019 opuściła Brexit Party. W następnym miesiącu powróciła do Partii Konserwatywnej.